# Clusiella
Clusiella es un género con nueve especies de plantas fanerógamas perteneciente a la familia Calophyllaceae.
Las plantas de este género se distribuyen en las regiones tropicales de las Américas como en Costa Rica, Panamá, Colombia, Venezuela, Ecuador, en el norte de Perú, y en el norte de Brasil.

## Taxonomía
El género fue descrito por Miers ex Planch. & Triana y publicado en Annales des Sciences Naturelles; Botanique, série 4 13: 314, 14: 253. 1860. La especie tipo es: Clusiella elegans Planch. & Triana. 

## Especies aceptadas
A continuación se brinda un listado de las especies del género Clusiella aceptadas hasta octubre de 2013, ordenadas alfabéticamente. Para cada una se indica el nombre binomial seguido del autor, abreviado según las convenciones y usos.
- Clusiella albiflora Cuatrec.
- Clusiella amplexicaulis Cuatrec.
- Clusiella axillaris (Engl.) Cuatrec.
- Clusiella cordifolia Cuatrec.
- Clusiella elegans Planch. & Triana
- Clusiella impressinervis Hammel
- Clusiella isthmensis Hammel
- Clusiella macropetala Cuatrec.
- Clusiella pendula Cuatrec.